# Ejvind Blach
Ejvind Mollerup Blach (ur. 31 grudnia 1895 w Kopenhadze, zm. 1 października 1972 we Frederiksbergu) – duński hokeista na trawie.
Na igrzyskach w Antwerpii 1920 wraz z drużyną zdobył srebrny medal.
Jego brat Niels zdobył wraz z nim srebrny medal na igrzyskach olimpijskich w 1920, drugi brat Arne wystąpił w hokeju na lodzie na igrzyskach olimpijskich w 1928 i 1936, a bratanek Preben startował w hokeju na trawie na igrzyskach olimpijskich w 1948.